# موش حشره‌خوار کوه ایساروگ
موش حشره‌خوار کوه ایساروگ (نام علمی: Archboldomys luzonensis) نام یک گونه از سرده موش‌های حشره‌خوار کوه ایساروگ است.